# Uroševacký okruh
Uroševacký okruh nebo také Ferizajský okruh (albánsky Rajonii Ferizajit, srbsky Uroševački okrug, cyrilicí Урошевачки округ) je rozlohou nejmenší ze sedmi kosovských okruhů. Hlavní město okruhu je Uroševac.

## Správní členění
V okruhu se nachází těchto 5 měst:
| Město             | Počet obyvatel (2011) | Rozloha (km²) | Hustota zalidnění (km²) |
| ----------------- | --------------------- | ------------- | ----------------------- |
| Uroševac          | 108,690               | 345           | 315                     |
| Kačanik           | 33,454                | 221           | 151.4                   |
| Štimlje           | 27,324                | 134           | 203.9                   |
| Djeneral Janković | 9,389                 | 83            | 113.1                   |
| Štrpce            | 6,949                 | 247           | 28.1                    |

## Galerie

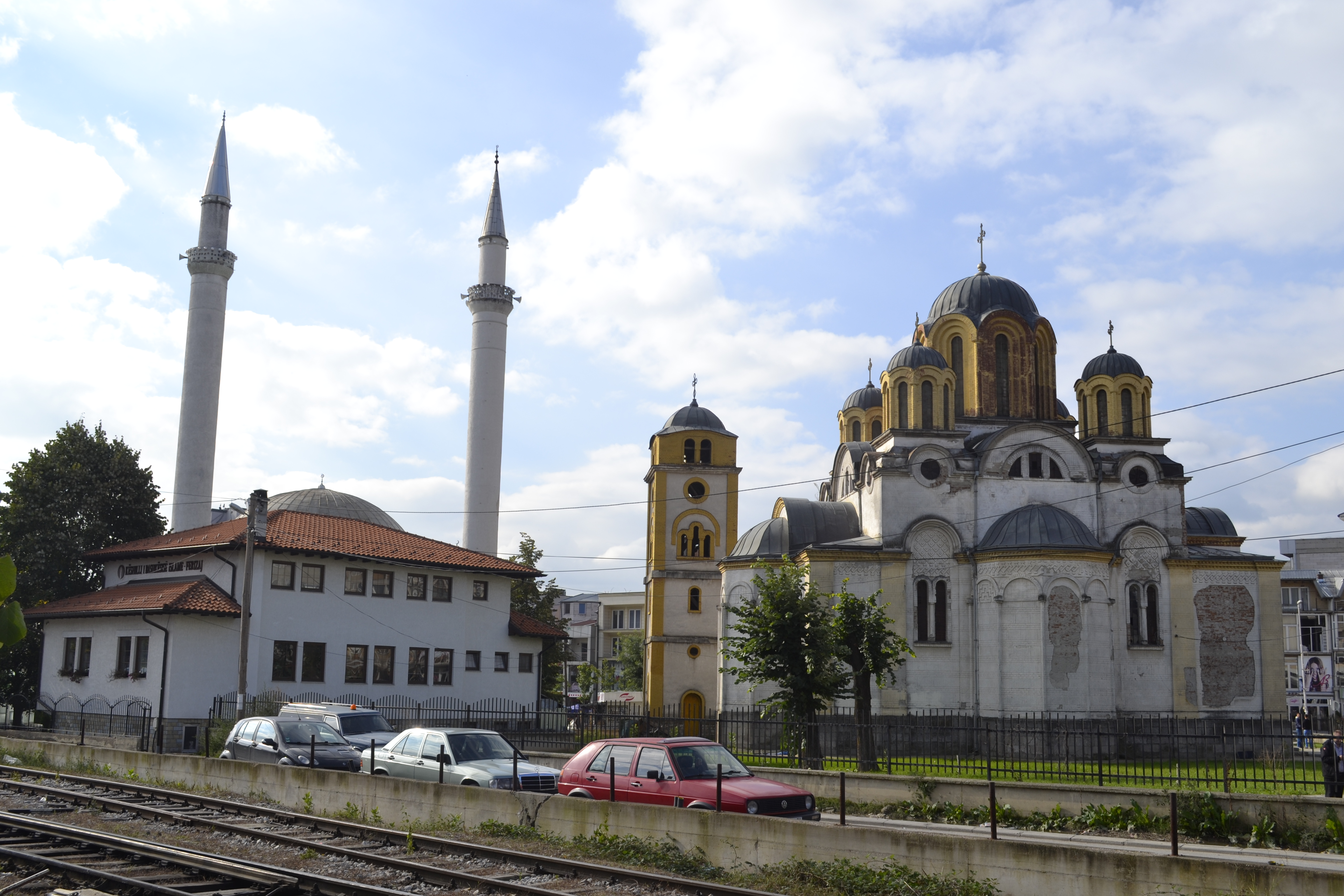
Měšita a kostel v Uroševaci
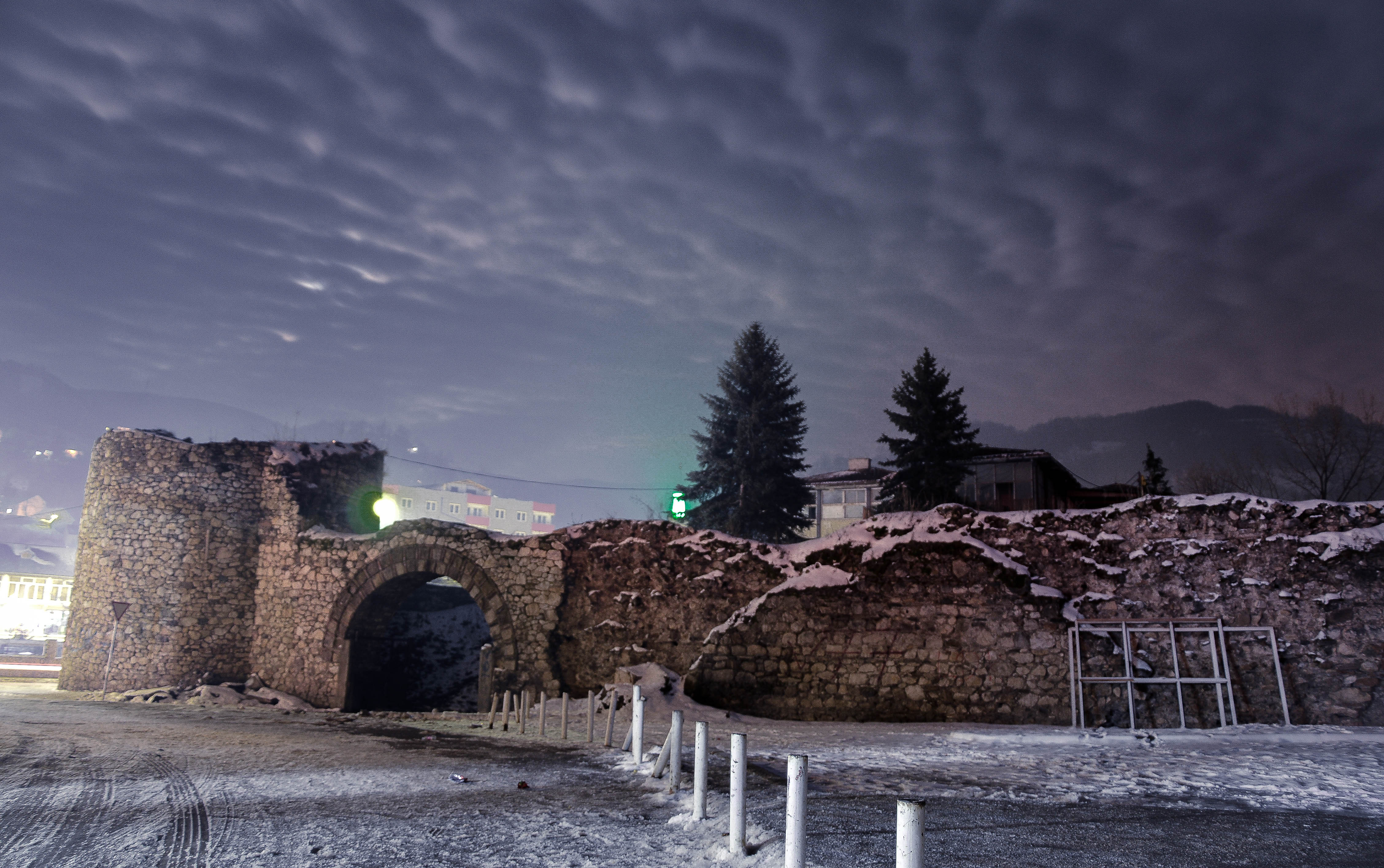
Pevnost v Kačaniku
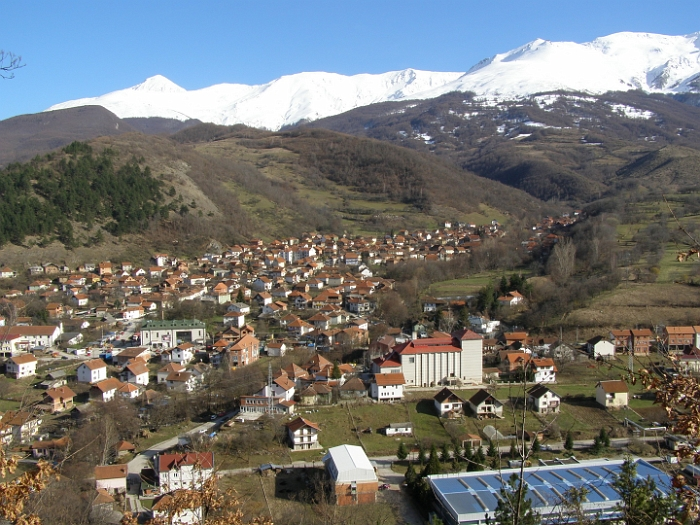
Pohled na město Štrpce
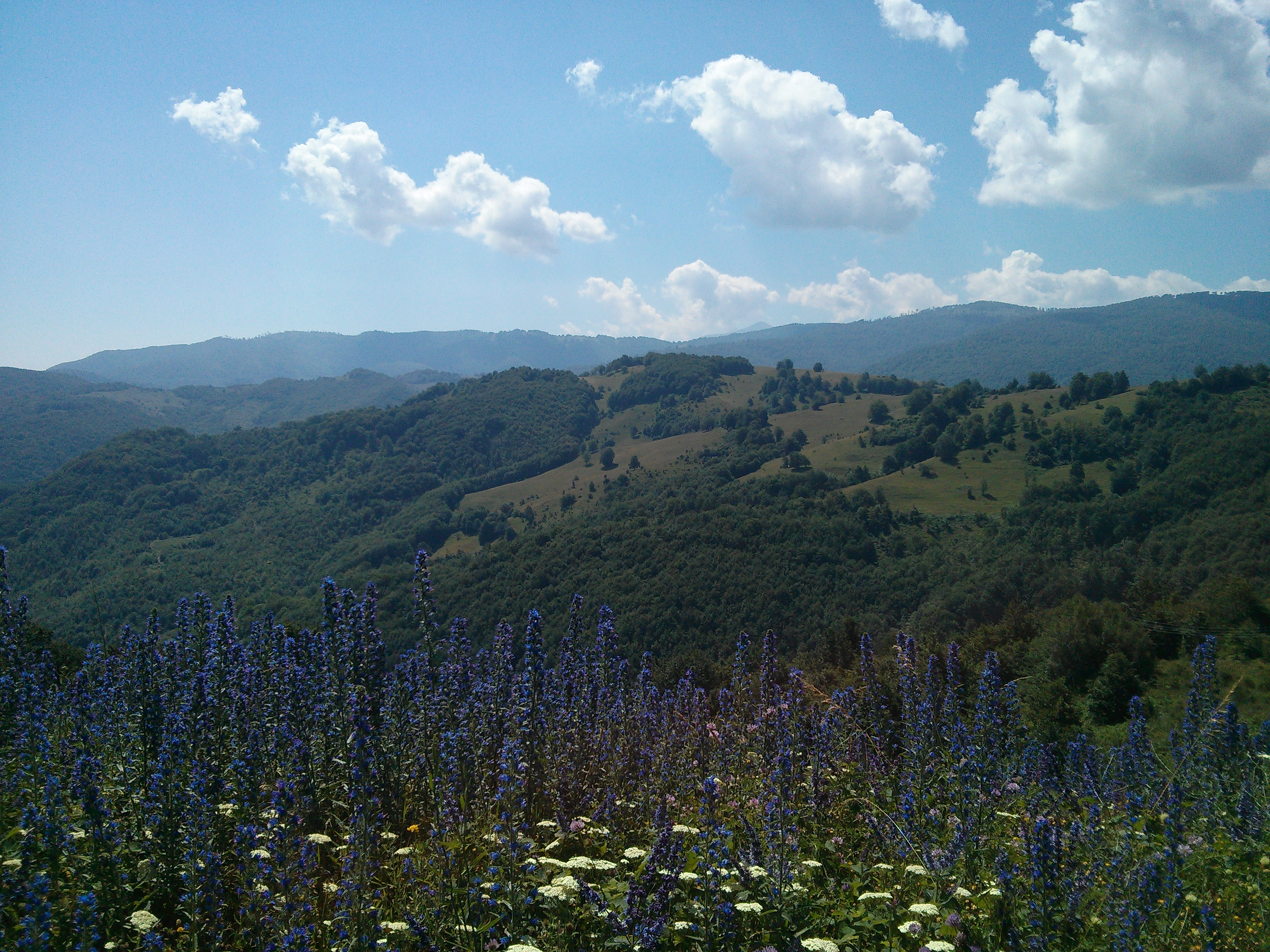
Fshati Jezerc